# 森史波特

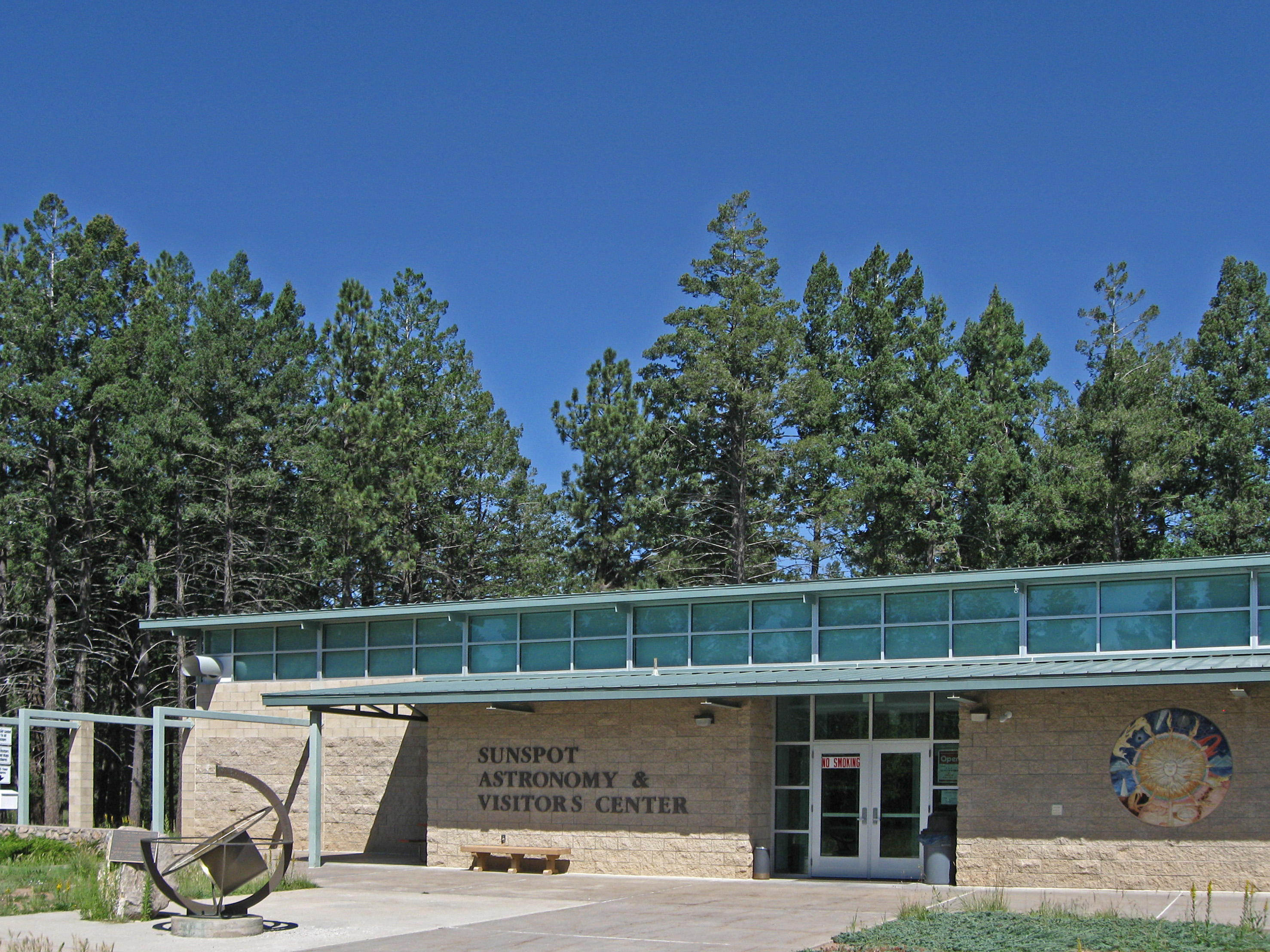
森史波特訪客中心和博物館

森史波特（Sunspot）是在美國新墨西哥州奧特羅縣的一個非建制地区。它位於克勞德克洛福特南方18英里的的林肯國家森林內，海拔高度9200尺。
它是以位於鄰近薩克拉門托山頂的美國國家太陽天文台命名，唯一的主要道路被以氫光譜中最明亮的譜線H-α (波長6563埃) 命名為新墨西哥州6563路，另外兩條道路依據太陽黑子的結構，分別被命名為本影路和半影路。